# Aranzueque
Aranzueque é um município da Espanha na província de Guadalajara, comunidade autónoma de Castilla-La Mancha, de área 21,43 km² com população de 401 habitantes (2004) e densidade populacional de 18,71 hab./km².

## Demografia
| Variação demográfica do município entre 1991 e 2004 | Variação demográfica do município entre 1991 e 2004 | Variação demográfica do município entre 1991 e 2004 | Variação demográfica do município entre 1991 e 2004 |
| --------------------------------------------------- | --------------------------------------------------- | --------------------------------------------------- | --------------------------------------------------- |
| 1991                                                | 1996                                                | 2001                                                | 2004                                                |
| 360                                                 | 369                                                 | 363                                                 | 385                                                 |